# Пентомическая дивизия

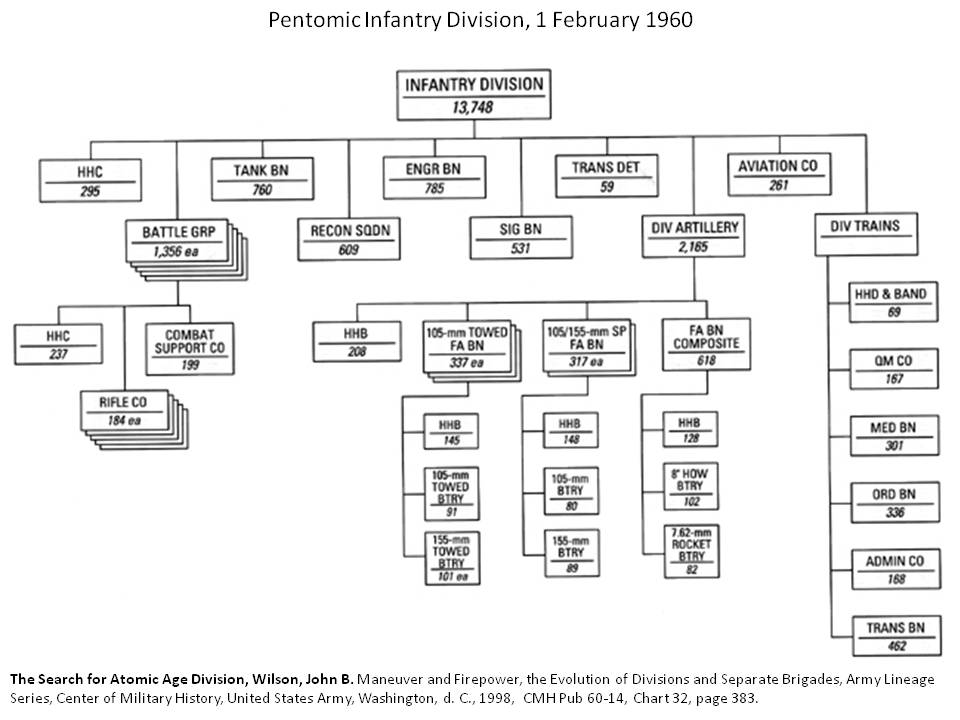
Пентомическая структура пехотной дивизии

Пентомическая дивизия (от греческого pente — пять и atomic — атомная) — организация войск в дивизиях сухопутных войск Вооружённых сил США, существовавшая с 1956 по 1962 годы. Предназначалось для ведения боевых действий в условиях применения ядерного оружия.

## История
В середине 1950-х годов в командовании Вооружённых сил США разрабатывалась стратегия Массированного возмездия. Суть стратегии массированного возмездия сводится к тому, что государство, в случае агрессии против него, оставляет за собой право непропорционального применения силы в отношении агрессора. Подобная стратегия работает по принципу взаимно-гарантированного уничтожения с той только разницей, что ответный ядерный удар последует даже в случае нападения с использованием обычных вооружений или локального пограничного конфликта. Термин «массированное возмездие» (англ. Massive retaliation) был впервые упомянут американским дипломатом Джоном Даллесом 12 января 1954 года.
Американское командование исходя из новой стратегии сделало вывод о необходимости повышения мобильности соединений сухопутных войск. По новой концепции классическая троичная организация войск, при которой в составе каждого боевого подразделения имеется три однотипных подразделения нижестоящего уровня, была признана нерациональной и введена новая организация. Согласно новой организации названной «пентомической дивизией», во всех пехотных дивизиях было упразднено полковое звено. Вместо 3 пехотных полков, составлявших ранее основу дивизии, были созданы 5 боевых пехотных групп, танковый батальон и дивизионная артиллерия. В число последней входили неуправляемые тактические ракеты Honest John и 203,2-мм гаубицы как средства доставки ядерных боеприпасов к целям. По сути пехотные дивизии получали на вооружение ядерное оружие.
В итоге преобразований личный состав пехотных дивизий был существенно сокращён, а огневая мощь за счёт внедрения ядерного оружия возросла. Подобные реформы были проведены и в воздушно-десантных дивизиях США.
На практике выяснились следующие недостатки в пентомической структуре дивизий:
- сложность в переобучении офицерского состава при повышении в должности, поскольку отсутствовали промежуточные командные должности между командирами рот (должность для офицера в звании капитана) и командирами боевых групп (должность для полковника). Ситуация осложнялась скорым выходом на пенсию офицеров имевших боевой опыт полученный во Второй мировой войне и в Корейской войне;
- сложность в управлении большим количеством подразделений. При пентамической структуре в боевой группе находилось до 5—7 рот, которые в боевых условиях усиливались от 2 до 4 подразделений различных родов войск (инженерные, артиллерийские и др.);
- потеря полковых традиций: ранее существовавшие пехотные полки, имевшие долгую историю, обладали сплочённостью личного состава. При пентомических дивизиях боевые группы представляли собой пехотное формирование хаотично собранное из разных полков дивизии. При этом были утеряны сплочённость личного состава и элементы наработанного ранее боевого слаживания.
- потеря звена управления: при пентомической структуре было упразднено батальонное звено, которым в американской армии командовали офицеры в звании майоров и подполковников.

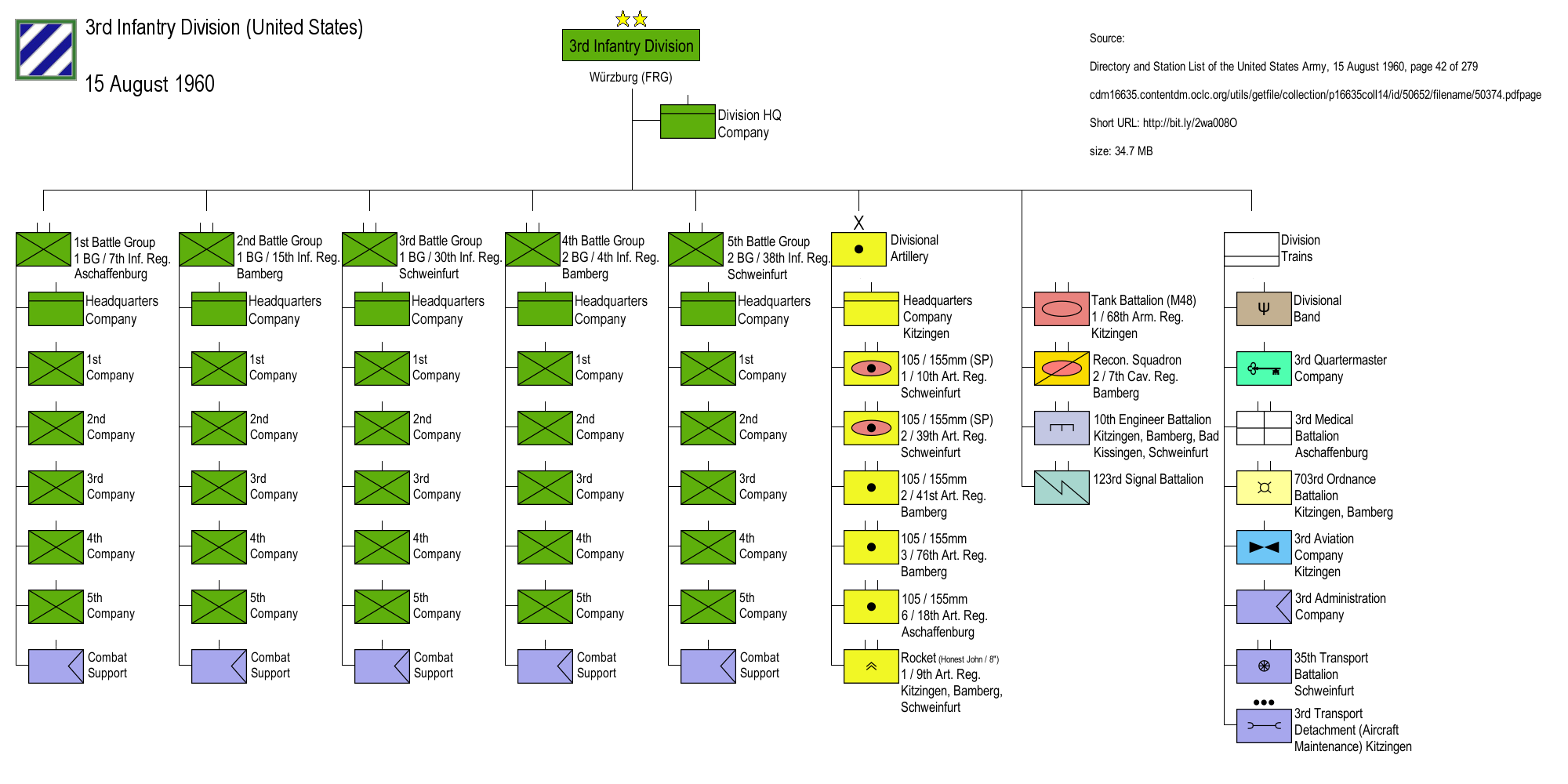
Пентомическая структура 3-й пехотной дивизии США.
Дивизия состоит из 5 боевых групп.
В составе каждой группы — 5 пехотных рот.
Август 1960 года

Главным недостатком пехотных дивизий по пентомической структуре оказалась неспособность вести эффективные боевые действия без применения ядерного оружия. В 1961 году была принята стратегия Гибкого реагирования, которая рассматривала ведение войны как с применением ядерного оружия так и с применением обычных средств поражения. Командование сухопутных войск США было вынуждено отказаться от пентомических дивизий. С 1962 года были введены новые штаты дивизий. К июлю 1964 года все дивизии сухопутных войск США (бронетанковые, воздушно-десантные, механизированные и пехотные) были переведены на новые штаты. За новую структуру дивизий была взята бригадная организация.

## Внедрение пентомической структуры в других странах
В сухопутных войсках Австралии была введена схожая структура, называемая пентропической организацией, существовавшая в период между 1960 и 1965 годами. Из-за недостатков структуры аналогичных тем с которыми столкнулись в США, был произведён возврат к прежней организации войск.
В сухопутных войсках Турции пентомическая структура существовала в период с 1960 по 1964 годы.
В сухопутных войска ФРГ пентомическая структура была введена в 1957 году и просуществовала несколько лет.
В сухопутных войсках Испании в 1958 году в порядке эксперимента было создано 3 пентомические пехотные дивизии. К 1960 году их количество выросло до 8 дивизий. В 1965 году был произведён возврат от пентомической структуры к классической.